# Leigh Hunt
James Henry Leigh Hunt, meglio noto come Leigh Hunt (Londra, 19 ottobre 1784 – Londra, 28 agosto 1859), è stato un saggista, poeta, scrittore e critico inglese.

## Biografia

### Giovinezza
Leigh Hunt nacque a Southgate (Londra), dove i suoi genitori si erano stabiliti dopo aver lasciato gli Stati Uniti. Suo padre Isaac, un avvocato di Filadelfia, e sua madre, Mary Shewell, figlia di un mercante e devota quacchera, erano stati costretti a venire in Gran Bretagna a causa delle loro simpatie lealiste durante la Guerra d'indipendenza americana. Il padre di Hunt prese gli ordini sacri e divenne un popolare predicatore, ma non riuscì a ottenere una fonte di reddito permanente. Il padre di Hunt fu poi occupato da James Brydges, III duca di Chandos come tutore di suo nipote, James Henry Leigh (padre di Chandos Leigh), dal quale prese nome il ragazzo.

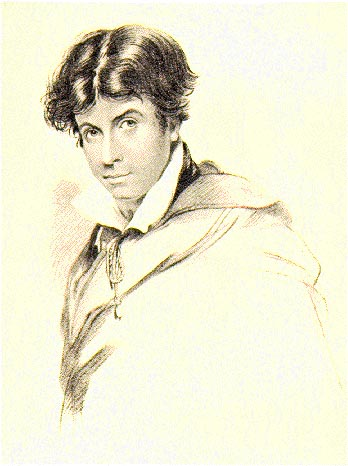
Leigh Hunt, incisione di H. Meyer da un disegno di J. Hayter

### Istruzione
Leigh Hunt studiò a Christ's Hospital dal 1791 al 1799, un periodo che è raccontato in dettaglio nella sua autobiografia. Entrò nella scuola poco dopo che Samuel Taylor Coleridge e Charles Lamb erano entrambi andati via; Thomas Barnes (in seguito famoso giornalista e direttore del Times), tuttavia, fu un suo compagno di scuola. Uno degli attuali pensionati a Christ's Hospital prende nome da lui. Da ragazzo, fu un ardente ammiratore di Thomas Gray e William Collins, scrivendo molti versi a loro imitazione. Un impedimento della parola, poi curato, gli impedì di andare all'università. "Per qualche tempo dopo che lasciai la scuola," dice, "Non feci nient'altro che visitare i miei compagni di scuola, frequentare le bancarelle di libri e scrivere versi." Le sue poesie furono pubblicate nel 1801 sotto il titolo di Juvenilia, e lo introdussero nella società letteraria e teatrale. Cominciò a scrivere per i giornali, e pubblicò nel 1807 un volume di critica teatrale e una serie di Classic Tales (Racconti classici) con saggi critici sugli autori.
I primi saggi di Hunt furono pubblicati da Edward Quin, direttore e proprietario di The Traveller.

### Giornali
Fu collaboratore del giornale The Monthly Mirror; nel 1807 lasciò la redazione del settimanale The News, per il quale aveva firmato la rubrica teatrale, a causa di apparenti dissidi con i prorietari per fondare, l'anno successivo, assieme al fratello John, il settimanale The Examiner. Sempre nel 1808 lasciò l'Ufficio della Guerra. Nel 1810, ancora con il fratello John, Hunt fondò la rivista trimestrale The Reflector, che diresse fino al 1812. Anche l'altro fratello di Leigh Hunt, Robert, scrisse per le colonne dell'Examiner ; la sua critica fece guadagnare alla redazione l'inimicizia di William Blake, che descrisse l'ufficio del giornale a Beaufort Buildings come contenente un "nido di criminali". La risposta di Blake includeva Leigh Hunt, che oltre a pubblicare le recensioni al vetriolo del 1808 e del 1809 aveva aggiunto il nome di Blake in una lista di "ciarlatani".
Questo giornale acquisì subito una reputazione di insolita indipendenza politica; soleva attaccare qualsiasi degno bersaglio, "da un principio di gusto", come lo espresse John Keats. Nel 1813, un attacco al Principe Reggente, in base alla verità sostanziale, ebbe come risultato un'accusa e una condanna a due anni di reclusione per ciascuno dei due fratelli — Leigh Hunt scontò il suo periodo presso la prigione di Horsemonger Lane. Tra i visitatori di Leigh Hunt in prigione vi furono Lord Byron, Thomas Moore, Lord Brougham, Charles Lamb e altri, la cui conoscenza influenzò la sua successiva carriera. Lo stoicismo con il quale Leigh Hunt sopportò la sua reclusione attrasse l'attenzione e la solidarietà generale. La reclusione gli consentiva molti lussi e l'accesso ad amici e familiari, Lamb descrisse le decorazioni della sua cella come qualcosa che non si trovava fuori da una fiaba. Quando Jeremy Bentham gli fece visita, fu trovato mentre giocava a battledore (una specie di antico badminton).
Numerosi saggi in The Examiner scritti da Hunt e William Hazlitt tra il 1814 e il 1817 sotto il titolo della serie The Round Table (La Tavola Rotonda) furono raccolti in un libro intitolato anch'esso The Round Table, pubblicato in due volumi nel 1817. Dodici dei cinquantadue saggi furono scritti da Hunt, il resto da Hazlitt.

### Poesia
Nel 1816 lasciò un segno nella letteratura inglese con la pubblicazione di Story of Rimini (Storia di Rimini). La preferenza di Hunt era decisamente per lo stile dei versi di Chaucer, come adattato all'inglese moderno da John Dryden, in opposizione al distico epigrammatico di Alexander Pope che lo aveva soppiantato. La poesia è una narrazione ottimistica che scorre in direzione contraria alla natura tragica del suo soggetto. La frivolezza e la familiarità di Hunt, che spesso degenerava nel comico, lo rese in seguito un bersaglio per il ridicolo e la parodia.
Nel 1818 apparve una raccolta di poesie intitolata Foliage (Fogliame), seguita nel 1819 da Hero and Leander (Ero e Leandro) e da Bacchies and Ariadne (Bacco e Arianna). Nello stesso anno ristampò queste due opere con The Story of Rimini e The Descent of Liberty (La discesa della libertà) con il titolo di Poetical Works (Opere poetiche), e iniziò l'Indicator, in cui apparvero alcuni dei suoi migliori lavori. Sia Keats che Shelley appartenevano alla cerchia radunata intorno a lui ad Hampstead, che comprendeva anche William Hazlitt, Charles Lamb, Bryan Procter, Benjamin Haydon, Charles Cowden Clarke, C.W. Dilke, Walter Coulson e John Hamilton Reynolds.

## Amici: Keats e Shelley
Da alcuni anni era sposato con Marianne Kent. I suoi affari erano nel caos, e solo la generosità di Shelley lo salvò dalla rovina. In cambio egli mostrò solidarietà a Shelley durante le angosce domestiche di quest'ultimo, e lo difese nell'Examiner. Presentò Keats a Shelley e scrisse un apprezzamento molto generoso di lui nell'Indicator. Sembra, tuttavia, che Keats abbia successivamente ritenuto che l'esempio di Hunt come poeta fosse stato sotto alcuni aspetti per lui pregiudizievole.
Dopo la partenza di Shelley per l'Italia nel 1818, Leigh Hunt divenne ancora più povero e con prospettive di riforma politica sempre meno soddisfacenti. Sia la sua salute che quella di sua moglie peggiorarono, e fu obbligato a interrompere l'Indicator (1819–1821), essendo, disse, "quasi morto sugli ultimi numeri". Shelley suggerì che Hunt andasse in Italia con lui e Byron per fondare una rivista trimestrale in cui le opinioni liberali potessero essere difese con più libertà di quanta fosse possibile in patria. Un suggerimento sconsiderato, che nel migliore dei casi avrebbe fatto poco per Hunt o per la causa liberale e sarebbe dipeso interamente dalla cooperazione con il capriccioso, parsimonioso Byron. La motivazione principale di Byron per accettare pare fosse stata l'aspettativa di acquisire influenza sull'Examiner, e fu quindi mortificato di scoprire che Hunt non era più interessato a quel giornale. Leigh Hunt lasciò l'Inghilterra per l'Italia nel novembre 1821, ma la tempesta, la malattia e la sventura ritardarono il suo arrivo fino al 1º luglio 1822, una velocità di viaggio che Thomas Love Peacock paragona appropriatamente alla navigazione di Ulisse.

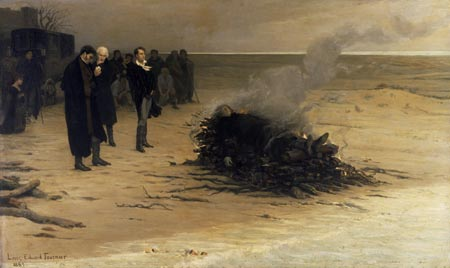
Il funerale di Shelley di Louis Edouard Fournier (1889); ritratti al centro sono, da sinistra, Trelawny, Hunt e Byron (in realtà Hunt non stava in piedi davanti al fuoco, ma rimase nella sua carrozza tutto il tempo.)

La morte di Shelley, poche settimane dopo, distrusse ogni prospettiva di successo per il Liberal. Hunt era ora virtualmente dipendente da Byron, che non era entusiasta all'idea di dover mantenere la grande e fastidiosa famiglia di Hunt. Anche gli amici di Byron disprezzavano Hunt. Il Liberal durò per quattro numeri trimestrali, che contenevano contributi non meno memorabili di The Vision of Judgment (La visione del giudizio) di Byron e delle traduzioni di Shelley dal Faust; ma nel 1823 Byron partì per la Grecia, lasciando Hunt a Genova ad arrangiarsi. Il clima e le usanze italiane, tuttavia, andavano completamente a genio a Hunt, ed egli protrasse la sua residenza fino al 1825, producendo nel frattempo Ultra-Crepidarius: a Satire on William Gifford (Ultra-Crepidario: una satira su William Gifford, 1823) e la sua impareggiabile traduzione (1825) del Bacco in Toscana di Francesco Redi.
Nel 1825 una lite con suo fratello lo riportò in Inghilterra, e nel 1828 pubblicò Lord Byron and some of his Contemporaries (Lord Byron e alcuni dei suoi contemporanei, un correttivo ai ritratti idealizzati di Byron. Il pubblico fu scioccato che Hunt, che doveva così tanto a Byron, "mordesse la mano che lo nutriva" in questo modo. Hunt si sentì ferito specialmente dalla satira sferzante di Moore. Per molti anni dopo, la storia della vita di Hunt è una lotta con la povertà e la malattia. Lavorava incessantemente, ma uno sforzo dopo l'altro fallì. Due imprese giornalistiche, il Tatler (1830–1832), un quotidiano dedito alla critica letteraria e drammatica, e il London Journal di Leigh Hunt (1834–1835), furono sospese per mancanza di abbonati, sebbene il secondo contenesse alcuni dei suoi migliori scritti. Anche la sua direzione (1837–1838) del Monthly Repository, in cui successe a William Johnson Fox, non ebbe fortuna. Le circostanze occasionali che avevano consentito all'Examiner di avere successo non esistevano più, e la personalità di Hunt era inadatta alla generalità dei lettori.
Nel 1832 un'edizione raccolta delle sue poesie fu pubblicata per mezzo di una sottoscrizione, la lista dei sottoscrittori includendo molti dei suoi avversari. Nello stesso anno fu stampato per una circolazione privata Christianism (Cristianesimo), l'opera in seguito pubblicata (1853) come The Religion of the Heart (La religione del cuore). Una copia inviata a Thomas Carlyle gli assicurò la sua amicizia, e Hunt andò a vivere accanto a lui a Cheyne Row nel 1833. Sir Ralph Esher, una storia d'amore del periodo di Carlo II, ebbe successo e Captain Sword and Captain Pen (Capitan Spada e Capitan Penna, 1835), un vivace contrasto tra le vittorie della pace e le vittorie della guerra, merita di essere annoverato tra le sue migliori poesie. Nel 1840 le sue condizioni furono migliorate dalla fortunata rappresentazione a Covent Garden del suo dramma Legend of Florence (Leggenda di Firenze). Lover's Amazements (Le meraviglie dell'amante), una commedia, fu rappresentata parecchi anni dopo, e fu stampata nel Journal di Leigh Hunt (1850–1851); altre opere rimasero nei manoscritti. Nel 1840 scrisse recensioni introduttive all'opera di Sheridan e all'edizione di Edward Moxon delle opere di William Wycherley, William Congreve, John Vanbrugh e George Farquhar, un'opera che fornì l'occasione per il saggio di Macaulay sui drammaturghi della Restaurazione. Il poema narrativo The Palfrey (Il palafreno) fu pubblicato nel 1842.

## Altre difficoltà finanziarie
Il periodo delle maggiori difficoltà finanziarie di Hunt fu tra il 1834 e il 1840. Fu a volte in condizioni di assoluta povertà e la sua indigenza fu aggravata da complicazioni domestiche. Con la raccomandazione di Macaulay cominciò a scrivere per l'Edinburgh Review. Nel 1844 Mary Shelley e suo figlio, nell'ereditare le proprietà di famiglia, stabilirono un vitalizio di 120 sterline a favore di Hunt (Rossetti 1890); e nel 1847 Lord John Russell gli procurò una pensione di 200 sterline. Vivendo ora con maggior agio, Hunt pubblicò i manuali, Imagination and Fancy (Immaginazione e fantasia, 1844) e Wit and Humour (Arguzia e umorismo, 1846), due volumi di selezioni dei poeti inglesi, che mostravano i suoi raffinati, sottili gusti critici. Il suo libro sulla poesia pastorale di Sicilia, A Jar of Honey from Mount Hybla (Un vaso di miele dal Monte Ibla, 1848), è altrettanto delizioso. The Town (La città, 2 voll., 1848) e Men, Women and Books (Uomini, donne e libri, 2 voll., 1847) sono in parte costituiti da materiale precedente. The Old Court Suburb (Il sobborgo di Old Court, 2 voll., 1855; cur. A. Dobson, 2002) è un abbozzo di Kensington, dove risiedette a lungo. Nel 1850 pubblicò la sua Autobiography (Autobiografia, 3 voll.), un ingenuo e affettuoso, ma accurato, autoritratto. A Book for a Corner (Un libro per un angolo, 2 voll.) fu pubblicato nel 1849, e il suo Table Talk (Conversazioni a tavola) apparve nel 1851. Nel 1855 i suoi poemi narrativi, originali e tradotti, furono raccolti sotto il titolo Stories in Verse (Storie in versi). Morì a Putney (Londra) il 28 agosto 1859, ed è sepolto nel Kensal Green Cemetery. Nel settembre 1966 il Christ's Hospital diede il suo nome a uno dei propri pensionati in sua memoria.
Leigh Hunt era l'originale del personaggio di Harold Skimpole in Casa Desolata.  "Dickens scrisse in una lettera del 25 settembre 1853, 'Suppongo che sia il ritratto più esatto che sia mai stato dipinto con parole! ... È un'assoluta riproduzione di un uomo reale'; e un critico contemporaneo commentò: 'Ho riconosciuto Skimpole istantaneamente; ... e anche ogni persona con la quale ne ho parlato che avesse mai avuto conoscenza di Leigh Hunt.'" G. K. Chesterton suggerì che Dickens "non avrebbe potuto avere neanche per una volta ilo sgradevole pensiero: 'Supponiamo che Hunt si comportasse come un mascalzone!'; avrebbe potuto avere soltanto ilo stravagante pensiero: 'Supponiamo che un mascalzone si comportasse come Hunt!'" (Chesterton 1906).

## Opere
- Amyntas, A Tale of the Woods (Aminta, o Un racconto dei boschi, 1820), una traduzione dell'Aminta del Tasso
- The Seer, or Common-Places refreshed (Il Veggente, o Luoghi comuni rinfrescati, 2 parti, 1840-1841)
- tre dei Racconti di Canterbury in The Poems of Geoffrey Chaucer (I poemi di Geoffrey Chaucer) modernizzati (1841)
- Stories from the Italian Poets (Storie dai poeti italiani, 1846)
- raccolte quali One Hundred Romances of Real Life (Cento storie d'amore della vita reale, 1843)
- selezioni da Beaumont e Fletcher (1855)
- con S. Adams Lee, The Book of the Sonnet (Il libro del sonetto, Boston, 1867).

Le sue Poetical Works (Opere poetiche, 2 voll.), riviste da lui stesso e curate da Lee, furono stampate a Boston nel 1857, e un'edizione (Londra e New York) a cura di suo figlio, Thornton Hunt, apparve nel 1860. Tra i volumi di selezione vi sono: Essays (Saggi, 1887), cur. A. Symons; Leigh Hunt as Poet and Essayist (Leigh Hunt come poeta e saggista, 1889), cur. C Kent; Essays and Poems (Saggi e poemi, 1891), cur. R. B. Johnson per la "Temple Library".
La sua Autobiografia fu rivista poco prima della sua morte e curata (1859) da suo figlio Thornton Hunt, che ordinò anche la sua Correspondence (Corrispondenza, 2 voll., 1862). Lettere aggiuntive furono stampate dai critici Charles e Mary Cowden Clarkes nei loro Recollections of Writers (Ricordi di scrittori, 1878). l'Autobiografia fu curata (2 voll., 1903) con una nota bibliografica completa da Roger Ingpen. Una bibliografia delle sue opere fu compilata da Alexander Ireland (List of the Writings of William Hazlitt and Leigh Hunt [Lista degli scritti di William Hazlitt and Leigh Hunt], 1868). Ci sono brevi biografie di Hunt scritte da W. Cosmo Monkhouse (Great Writers [Grandi scrittori], 1893) e da R. B. Johnson (1896). Oxford Dictionary of National Biography, Volume 28 (2004).